# Susan Langstaff Mitchell

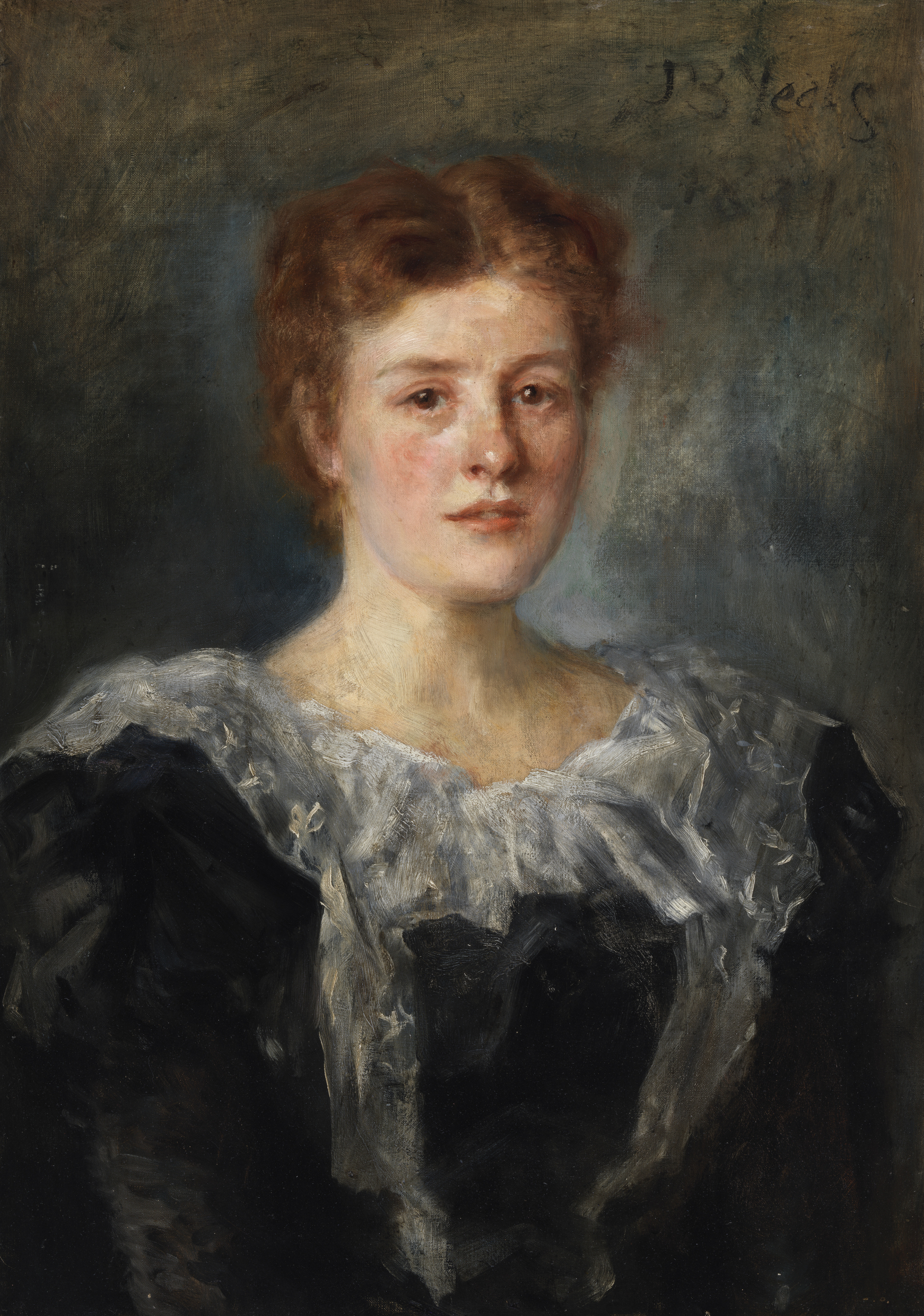
Susan Langstaff Mitchell, Porträt von John Butler Yeats, Öl auf Leinwand, 79 × 56 cm, 1899, National Gallery of Ireland

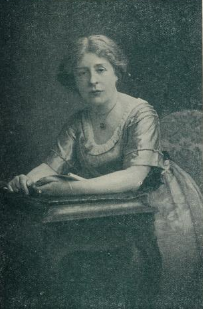
Susan Langstaff Mitchell, Fotografie aus dem Lady of the House Magazine, 1913

Susan Langstaff Mitchell (* 5. Dezember 1866 in Carrick-on-Shannon, County Leitrim; † 4. März 1926 in Dublin) war eine irische Autorin und Dichterin, die für ihre satirischen Verse bekannt war.

## Leben
Susan Langstaff Mitchell wurde als fünftes von sieben Kindern von Kate (geb. Catherine Theresa Cullen) und Michael Thomas Mitchell geboren. Ihr Vater war Leiter der Provincial Bank in Carrick. Er starb, als sie sechs Jahre alt war, und sie wurde nach Dublin geschickt, um bei Tanten in der Wellington Road zu leben, während ihre Mutter Kate nach Sligo zog, um ihre Söhne dort ausbilden zu lassen. In Dublin lebte Mitchell neben der Künstlerin Sarah Purser und deren Familie und besuchte eine Privatschule in der Morehampton Road, die von Harriett Abbott geleitet wurde. Später besuchte Mitchell das Trinity College Dublin und schloss das Examen für Frauen mit Auszeichnung ab.
Im Jahr 1884 zog sie nach Birr im County Offaly zu ihren Tanten, doch obwohl sie Protestantin war, rebellierte sie bald gegen deren unionistische Überzeugungen und wurde Anhängerin der Home Rule. Bei Besuchen bei ihrer Mutter in Sligo lernte sie William Butler Yeats kennen, mit dem sie sich schnell anfreundete. 1897 begann sie, in Sligo zu unterrichten, aber es war eine unglückliche Zeit für sie, da ihr Verlobter George Douglas Crooke 1897 beim Militärdienst in Indien starb und bei ihr Tuberkulose diagnostiziert wurde. Die Krankheit sollte sie ihr ganzes Leben lang begleiten. 1899 reiste sie nach London, um ein Hörproblem zu behandeln, das mit der Tuberkulose zusammenhing. Dort wohnte sie bei der Familie Yeats und ließ sich von John B. Yeats porträtieren.
Nach ihrer Rückkehr nach Dublin arbeitete sie als Journalistin und wurde stellvertretende Herausgeberin des Irish Homestead unter George William Russell. Damit begann eine enge Freundschaft und berufliche Beziehung, die bis zu ihrem Tod andauern sollte. Sie schrieb Essays, Rezensionen, Theateraufzeichnungen und Gedichte, viele davon unter Pseudonym. Ihre Gedichte erschienen erstmals in der alljährlichen Weihnachtsausgabe des Homestead mit dem Titel A Celtic Christmas. Einige ihrer Texte sind in New Songs (1904) enthalten, einer von Russell herausgegebenen Sammlung, die auch Stücke von Padraic Colum und Alice Milligan enthält.
Eine Ballade, die sie 1905 schrieb, The Ballad of Shawe-Taylor and Hugh Lane, in der es um eine Kontroverse mit Hugh Lane geht, wurde von Thomas Bodkin als „eine köstliche komische Ballade, die sie selbst mit angenehmer, kehliger Stimme bei vielen Zusammenkünften in Dubliner Salons und Studios sang“ beschrieben. Sie lernte William Butler Yeats, Padraic Colum, George Moore und andere kennen. Sie steuerte auch Verse für mehrere Karten bei, die zwischen 1909 und 1946 von der Cuala Press von Elizabeth Yeats herausgegeben wurden und von denen einige in der irischen Nationalbibliothek aufbewahrt werden. Obwohl sie auch immer einen Hauch von Humor in ihren Texten hatte, schrieb sie eine buchfüllende Studie über Moore und sein Werk, die nicht wenig bissig war.
Sie lebte mit ihrer Schwester Jane, einer Schauspielerin, und ihrer Mutter in Rathgar. Ihre Mutter diktierte ihr ihre Memoiren, die später veröffentlicht wurden. 1908 veröffentlichte Mitchell ihren ersten Gedichtband, Aids to the Immortality of Certain Persons in Ireland. Ihr erfolgreichstes Stück war eine Parodie auf Rudyard Kiplings Recessional mit dem Titel Ode to the British Empire. Dieses Buch wurde 1913 in einer erweiterten Ausgabe neu aufgelegt, gefolgt von The Living Chalice.
Ab 1923 war sie als Miteditorin beim Irish Statesman tätig, wiederum unter George Russell. In den letzten zweieinhalb Jahren ihres Lebens schrieb sie über zweihundert Artikel für diese Publikation. Sie starb im Alter von 60 Jahren an Krebs und wurde auf dem Mount Jerome Cemetery beigesetzt.
Im Jahr 2016 wurde in Carrick-on-Shannon, County Leitrim, ein Denkmal errichtet, um an den 150. Jahrestag ihrer Geburt und den 90. Jahrestag ihres Todes zu erinnern.

## Werke (Auswahl)
Lyrik
- Padraic Colum, Eva Gore-Booth, Thomas Keohler, Susan Langstaff Mitchell, Alice Milligan, Seumas O’Sullivan, George Roberts, Ella Young: New Songs: A Lyric Selection made by A.E. Hrsg.: George William Russell. O’Donoghue and Co., Dublin 1904 (archive.org).
- Aids to the Immortality of Certain Persons in Ireland charitably administered. New Nation Press, Dublin 1908.
- The Living Chalice and Other Poems. Maunsel & Co. Ltd., Dublin 1908 (archive.org).
- Ah Heart, The Seasons Come and Go. Cuala Press, Dublin 1909.
- Frankincense and Myrrh. Cuala Press, Dublin 1912.

Sachbuch
- George Moore. Maunsel & Co. Ltd., Dublin 1916.